# Naveltryffel
Naveltryffel (Macowanites krjukowensis) är en svampart som först beskrevs av Bucholtz, och fick sitt nu gällande namn av Singer & A.H. Sm. 1960. Macowanites krjukowensis ingår i släktet Macowanites och familjen kremlor och riskor.   Inga underarter finns listade i Catalogue of Life.
I den svenska databasen Dyntaxa används istället namnet Elasmomyces krjukowensis för samma taxon.  Arten är reproducerande i Sverige.